# اينزو مارتينيز (لاعب كرة قدم)
اينزو مارتينيز (بالإسبانية: Enzo Martínez)‏ (9 سبتمبر 1996 بلينكولن في الأرجنتين - ) هو لاعب كرة قدم أرجنتيني في مركز الوسط. لعب مع جيمناسيا لابلاتا.

## وصلات خارجية
- اينزو مارتينيز على موقع قاعدة بيانات كرة القدم.إي يو (الإنجليزية)
- اينزو مارتينيز على موقع Soccerway.com (الإنجليزية)